# Сада (район Рудаки)
Сада (тадж. Сада; до 2008 года — МХОС) — село в районе Рудаки Республики Таджикистан. Входит в состав джамоата (сельской общины) Чоргултеппа.
Находится на расстоянии 3 км от районного центра (пгт. Сомониён).
Население — 748 чел. (2017).